# Francilly-Selency
Francilly-Selency és un municipi francès situat al departament de l'Aisne i a la regió dels Alts de França. L'any 2007 tenia 458 habitants.

## Demografia

### Població
El 2007 la població de fet de Francilly-Selency era de 458 persones. Hi havia 176 famílies de les quals 32 eren unipersonals (12 homes vivint sols i 20 dones vivint soles), 68 parelles sense fills, 60 parelles amb fills i 16 famílies monoparentals amb fills.
La població ha evolucionat segons el següent gràfic:
Habitants censats

### Habitatges
El 2007 hi havia 180 habitatges, 178 eren l'habitatge principal de la família i 2 estaven desocupats. 176 eren cases i 2 eren apartaments. Dels 178 habitatges principals, 154 estaven ocupats pels seus propietaris, 18 estaven llogats i ocupats pels llogaters i 6 estaven cedits a títol gratuït; 2 tenien una cambra, 3 en tenien dues, 8 en tenien tres, 30 en tenien quatre i 135 en tenien cinc o més. 107 habitatges disposaven pel capbaix d'una plaça de pàrquing. A 84 habitatges hi havia un automòbil i a 86 n'hi havia dos o més.

### Piràmide de població
La piràmide de població per edats i sexe el 2009 era:
| Homes | Edats   | Dones |
| ----- | ------- | ----- |
| 0     | 95 o +  | 0     |
| 0     | 90 a 94 | 4     |
| 0     | 85 a 89 | 0     |
| 0     | 80 a 84 | 0     |
| 8     | 75 a 79 | 4     |
| 4     | 70 a 74 | 12    |
| 8     | 65 a 69 | 4     |
| 20    | 60 a 64 | 20    |
| 8     | 55 a 59 | 4     |
| 20    | 50 a 54 | 20    |
| 24    | 45 a 49 | 16    |
| 8     | 40 a 44 | 4     |
| 12    | 35 a 39 | 28    |
| 28    | 30 a 34 | 4     |
| 8     | 25 a 29 | 28    |
| 8     | 20 a 24 | 20    |
| 24    | 15 a 19 | 0     |
| 8     | 10 a 14 | 12    |
| 24    | 5 a 9   | 28    |
| 12    | 0 a 4   | 12    |

## Economia
El 2007 la població en edat de treballar era de 291 persones, 200 eren actives i 91 eren inactives. De les 200 persones actives 183 estaven ocupades (100 homes i 83 dones) i 17 estaven aturades (6 homes i 11 dones). De les 91 persones inactives 45 estaven jubilades, 27 estaven estudiant i 19 estaven classificades com a «altres inactius».

### Ingressos
El 2009 a Francilly-Selency hi havia 172 unitats fiscals que integraven 459,5 persones, la mediana anual d'ingressos fiscals per persona era de 21.396 €.

### Activitats econòmiques
Dels 14 establiments que hi havia el 2007, 1 era d'una empresa extractiva, 2 d'empreses de construcció, 5 d'empreses de comerç i reparació d'automòbils, 1 d'una empresa de transport, 1 d'una empresa financera i 4 d'empreses de serveis.
Dels 4 establiments de servei als particulars que hi havia el 2009, 1 era un taller de reparació d'automòbils i de material agrícola, 1 paleta, 1 empresa de construcció i 1 veterinari.
Dels 2 establiments comercials que hi havia el 2009, 1 era una fleca i 1 una joieria.
L'any 2000 a Francilly-Selency hi havia 4 explotacions agrícoles que ocupaven un total de 260 hectàrees.

## Equipaments sanitaris i escolars
El 2009 hi havia una escola elemental.

## Poblacions més properes
El següent diagrama mostra les poblacions més properes.